# Hanky Panky
Hanky Panky is een lied van Madonna, de tweede single van haar album I'm Breathless (1990). Het nummer haalde in de top 40 nummer 13 en was een nummer 2-hit in Engeland.

## Achtergrondinformatie
Hanky Panky is afkomstig van het album I'm Breathless, waarop naast de hit 'Vogue' nummers staan die gebaseerd zijn op Madonna's rol als Breathless Mahoney in de film Dick Tracy.
Het was een aanmerkelijk minder groot succes dan 'Vogue', maar vooral in de Verenigde Staten veroorzaakte het nummer wel enige commotie door de vermeende verwijzing naar sadomasochisme. Het liedje vormde het eigenlijke begin van Madonna's 'erotica-periode'.
Als videoclip werd een opname van de Blond Ambition Tour gebruikt.